# デラウェア (ブドウ)

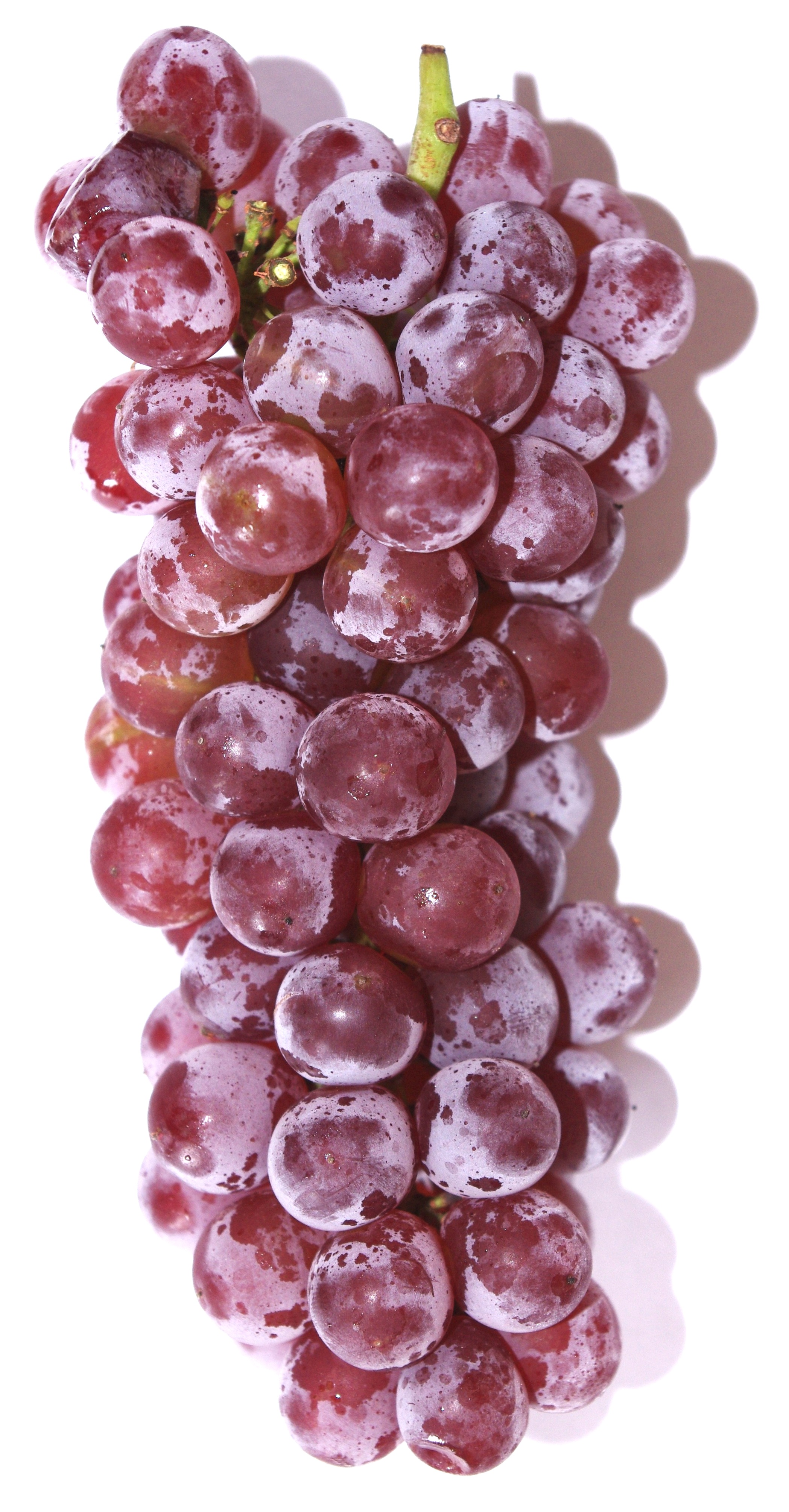
デラウェア

デラウェアはブドウの一種で、アメリカ原産の自然交雑種である。ジベレリン処理によって果実内部の種が除去され、種無しブドウとして出荷される。

## 歴史
1855年にオハイオ州デラウェア（デラウェア州ではない）で命名発表され、日本には1872年（明治5年）に初めて輸入された。1970～80年代にかけ生食用として全盛期を迎えるが、以後は巨峰などの大粒種の人気に押され、生産は減少傾向にある。

## 特徴
成熟時の色は赤紫色で、粒の直径が10mm〜13mm程度の小粒のブドウである。糖度は20～23 度とされる。

## ワイン
一部のワイナリーで、アイスワイン等に用いられる。